# Darrel Powers
Darrell C. "Shifty" Powers (13 de março de 1923 - 17 de junho de 2009) foi um sargento da Easy Company, 2 º Batalhão, 506º Regimento de Infantaria Pára-quedista, na 101ª Divisão Aerotransportada, durante a II Guerra Mundial. Powers foi retratado na minissérie da HBO Band of Brothers por Peter Youngblood Hills.

## Antes da Guerra
Powers nasceu em Clinchco, Condado de Dickenson, Virgínia e foi voluntário para os pára-quedistas com seu bom amigo, Robert "Popeye" Wynn. Ele se formou no ensino médio. Powers se alistou em 14 de agosto de 1942 em Richmond, Virgínia.

## II Guerra Mundial
Powers saltou na Normandia no Dia D, perdendo sua zona de pouso. Ele finalmente entrou em contato com Floyd Talbert e os dois seguiram seu caminho até encontrarem outros membros da Easy Company. Ele também participou da Operação Market Garden na Holanda, e a Batalha do Bulge e de Foy, Bélgica. Enquanto em Foy, um franco-atirador alemão tinha atirado em membros da Easy, e todos se esconderam para se proteger, Shifty fez uma tentativa heróica e bateu o alemão com seu rifle sniper. Membros da Easy dizem que Powers salvou muitas vidas naquele dia. Ele foi considerado por muitos como o melhor atirador da companhia.

## Após a Guerra
Devido ao fato de muitos homens que estavam servindo no 101º não tinha o mínimo de pontos necessários para voltar para casa, uma loteria foi posta em prática. Shifty Powers ganhou este sorteio após o resto da Easy Company manipular o sorteio em seu favor, eliminando os seus próprios nomes. Durante a viagem até o aeroporto, o veículo que Shifty estava se envolveu em um acidente e ele ficou gravemente ferido passando vários meses se recuperando em hospitais no exterior, enquanto os seus companheiros da Easy voltaram para casa muito antes de ele.
Honrosamente dispensado do Exército na desmobilização pós-guerra, tornou-se um mecânico para a Clinchfield Coal Corporation. Powers morreu no dia 17 de junho de 2009 de câncer em Dickenson County, Virgínia.